# Robert Almer
Robert Almer (Bruck an der Mur, 1984. március 20. –) osztrák válogatott labdarúgó.

## Sikerei, díjai
- Austria Wien
  - Osztrák kupa: 2009

## Külső hivatkozások
- Austria Wien profil
- Transfermarkt profil